# تاكويا كوروساوا
تاكويا كوروساوا (باليابانية: 黒澤琢弥؛ بالكانا: くろさわ たくや) هو مهندس ياباني، ولد في 7 يونيو 1962 في غوتينبا في اليابان.

## روابط خارجية
- تاكويا كوروساوا على موقع DriverDB.com (الإنجليزية)